# Moustafa Choukri
Moustafa Choukri (en arabe : شكري مصطفى), né le 1er juin 1942 à Abu Khors (ar) et mort le 19 mars 1978 au Caire, est un ingénieur agronome égyptien, connu pour avoir dirigé le groupe islamiste radical Jama'at al-Muslimin, plus communément désigné sous le nom de Takfir wal-Hijra. Initialement membre des Frères musulmans dans les années 1960, il s'engage dans une mouvance islamiste plus radicale après son arrestation pour activités liées à cette organisation. Durant son incarcération, il se familiarise avec les écrits de Sayyid Qutb et d'autres penseurs radicaux, ce qui influence profondément son idéologie. Libéré en 1971, il rassemble des adeptes et adopte une posture de retrait vis-à-vis de la société contemporaine, prônant une rupture avec celle-ci. Son parcours prend un tournant violent lorsqu'il est impliqué dans l'enlèvement et l'assassinat du ministre égyptien et dignitaire religieux Muhammad al-Dhahabi. Condamné à mort par un tribunal militaire expéditif, il est exécuté le 19 mars 1978, en même temps que quatre autres dirigeants de son groupe.

## Biographie
Choukri nait le 1er juin 1942 à Abu Khors (ar), en Moyenne-Égypte, avant de s’établir, dès son jeune âge, avec sa mère dans la ville voisine d’Assiout. Il fut instruit dans une école coranique, puis entreprit des études d’agronomie à l’Université d’Assiout. Ce fut durant cette période qu’il entra en contact avec les Frères musulmans, ce qui lui valut d’être appréhendé en 1965 pour avoir diffusé leurs tracts. 
Choukri purgea une peine de six années d’incarcération, d’abord dans la prison de Tourah, puis, à partir de 1967, à Abouzabel. Durant sa détention, il prit connaissance des écrits de Sayyid Qutb, récemment exécuté, dans lesquels celui-ci affirmait que l’Égypte se trouvait en état de jâhilîya — terme désignant une ignorance préislamique. Choukri et certains de ses compagnons de captivité adoptèrent ces conceptions, estimant que la majorité des Égyptiens, faute d’avoir combattu l’État, n’étaient plus de véritables musulmans mais étaient tombés en apostasie. Le groupe qu’ils formèrent, désigné sous le nom de Jama'at al-Muslimin (la « Société des musulmans »), soutenait également que Qutb avait prôné une rupture absolue avec cette société jahilite. 
La Jama'a al-Muslimin s'effondra à la suite du rejet officiel des thèses de Sayyid Qutb par les Frères musulmans. Son premier guide, le cheikh Ali Abduh Ismaïl, abjura le takfir en 1969. Choukri finit par en devenir le dirigeant par défaut, se retrouvant alors le seul membre actif du groupe. Il fut libéré de prison en 1971, dans le cadre de la politique de détente menée par le nouveau président Anouar el-Sadate à l’égard des Frères musulmans. 

## Direction du groupeJama'at al-Muslimin
À sa sortie de détention, Choukri regagna la ville d'Assiout, où il acheva son cursus d’études avant d’entreprendre l’endoctrinement de nouveaux adeptes dans les bourgades avoisinantes. En 1973, à la suite de l’arrestation de plusieurs de ses disciples, il décida de soustraire son cercle à la vigilance des autorités en se repliant avec ses fidèles dans des cavernes situées au sein des reliefs environnants. Cette retraite s’inscrivait dans une stratégie de mise à l’écart, qu’il considérait conforme à l’état de faiblesse conjoncturel de son groupe. Il escomptait ainsi prémunir la communauté contre les influences exogènes et lui permettre, en isolement, de s’affermir. En 1976, les partisans de Choukri étaient estimés à environ deux mille, établis pour la plupart dans les faubourgs déshérités du Caire. Bien qu’identifiés par les services de l’État, ils ne faisaient alors l’objet d’aucune inquiétude majeure de la part des autorités, qui ne les considéraient pas comme une menace imminente. 
Les adeptes furent contraints de rompre tout lien avec leurs proches, ce qui suscita plusieurs actions en justice de la part des familles des femmes les ayant rejointes. Ces dernières accusaient Choukri de détourner leurs filles, voire, en certains cas, leurs épouses, portant ainsi atteinte, selon elles, aux fondements traditionnels de la famille égyptienne. 

## Croyances
Choukri adopta une posture rigoriste, rejetant en bloc les travaux exégétiques antérieurs et allant jusqu’à nier l’autorité des quatre madhhabs sunnites. Il soutenait que tout musulman se devait de pratiquer l’ijtihad, c’est-à-dire une interprétation personnelle et directe des sources scripturaires fondamentales : le Coran et la sunna prophétique.
Choukri rejetait avec rigueur tout ce qu’il estimait entaché par les influences de la société jâhilîya, y compris les lieux de culte. Il enjoignait à ses disciples de s’abstenir de participer à la prière du vendredi dans les mosquées, considérant que, bien que certaines d’entre elles, non affiliées à l’autorité religieuse établie, fussent tolérables, le foyer demeurait l’espace le plus approprié pour la prière. Son indifférence à l’égard de la lutte « antisioniste » menée par l’Égypte était manifeste : interrogé sur sa réaction en cas d’invasion israélienne, il déclara que lui et ses partisans préféreraient fuir plutôt que de combattre, percevant l’armée égyptienne comme un adversaire au même titre qu’Israël. Par ailleurs, il jugeait superflue, pour la majorité des Égyptiens, l’acquisition de l’écriture, à laquelle il s’opposait activement. 
Jama'at al-Muslimin se distingue de la plupart des groupes similaires par son encouragement à l’adhésion des femmes. Son dirigeant, Choukri, a personnellement orchestré des unions matrimoniales entre des membres féminins et masculins du groupe, tout en assurant un hébergement collectif. Plusieurs couples cohabitaient fréquemment dans un même espace, séparés uniquement par des rideaux. Si une femme mariée rejoignait le groupe sans que son époux ne l’accompagnât, Choukri considérait alors cette union comme relevant du « jahilliyah » (ère préislamique de l’ignorance), la déclarant nulle et autorisant la femme à contracter un nouveau mariage.
Selon les travaux de Daniel Benjamin et Steven Simon, fondés tant sur les déclarations de personnes ayant côtoyé Shuqri Mustafa que sur les allusions formulées par ce dernier au cours de son procès, il ressort avec netteté que Shuqri Mustafa se considérait comme étant le Mahdi. Cette figure eschatologique de la tradition islamique, messianique et attendue à la fin des temps, est censée, selon les croyances, reparaître peu avant le Jour du Jugement pour, de concert avec Jésus, extirper le mal, rétablir la justice et mettre un terme à la tyrannie. 
Selon les dires d'Abdullah el-Faisal, Choukri aurait prononcé l'excommunication (takfîr) à l'encontre de ceux qui consommaient l'eau issue des conduites publiques, au motif que ces installations relevaient de l'autorité de l'État, lequel, à ses yeux, ne se conformait point à l’islam authentique. El-Faisal le rangeait, de ce fait, parmi les kharijites (ou khawârij), en référence à cette secte dissidente de l'islam primitif réputée pour sa rigueur doctrinale et son usage extensif de l’excommunication. 

### Confrontation avec l'État
En 1976, plusieurs membres du groupe allèrent rejoindre d’autres cénacles idéologiques, provoquant l’ire de Choukri. Ce dernier les déclara apostats, les vouant ainsi à l’anathème. En novembre de la même année, mû par une vindicte exacerbée, il ordonna deux expéditions punitives à leur encontre, visant à les tuer. La police intervint derechef, procédant à l’arrestation de quatorze de ses membres, tandis qu’un mandat d’amener fut émis à l’encontre de Choukri lui-même. Pris de court par cette riposte émanant du bras séculier, Choukri requit avec insistance la remise en liberté des captifs. Toutefois, ses suppliques demeurèrent lettre morte : les instances gouvernementales égyptiennes se gardèrent d’y donner suite, et la presse, dans un élan railleur, le tourna en dérision.

## Mort
Choukri Mustafa, frustré par l’inefficacité de son nouveau profil médiatique à diffuser ses idées et confronté à des contestations croissantes quant à son autorité au sein du groupe, opta pour une action radicale. Le 3 juillet 1977, il ordonna l’enlèvement de Muhammad al-Dhahabi, ancien ministre égyptien et dignitaire religieux musulman. Ce dernier avait auparavant rédigé un pamphlet officiel assimilant le mouvement de Choukri au Kharijisme. Par ce geste, Choukri exigea la libération de ses partisans emprisonnés, des excuses publiques de la presse ainsi que la diffusion de ses propres écrits. Face au refus des autorités, l’otage fut exécuté. La réaction de l’État égyptien fut immédiate et sévère : des centaines de suspects furent appréhendés, des dizaines condamnés à des peines d’emprisonnement. Après un procès militaire expéditif, Choukri Mustafa et quatre autres dirigeants du groupe furent condamnés à mort et exécutés le 19 mars 1978.  